# Park Hejdarja Alijeva, Gandža
Park Hejdarja Alijeva (azerbajdžansko Heydər Əliyev Park-Kompleksi) je največji urbani park v Gandži v Azerbajdžanu in po površini obsega 450 hektarjev. V parku so fontane in okrašeni vrtovi, amfiteater, slavolok, mladinski center, center Hejdarja Alijeva, muzej moderne umetnosti, slap in umetno jezero ter več tisoč dreves. Park je bil odprt leta 2014.

## Zgodovina
Park je bil najprej ustanovljen kot »Spominski park« marca 1979, ko je skupina ljudi iz Gandže med shodom prvič zasadila drevesa na polju, imenovanem »Quru Qobu« v stanovanjskem območju Jeni Gandža. Park je dobil ime "Hejdar" po pokojnemu predsedniku Azerbajdžana Hejdarju Alijevu, potem ko je ta leta 1980 kot prvi sekretar Centralnega komiteja Komunistične partije Azerbajdžanske SSR obiskal Gandžo in v parku zasadil platane.
Obnova parka se je začela leta 2012. Med letoma 2012 in 2014 se je park razširil in preoblikoval v kompleks na površini 450 ha v dolžini 2 km. Zgrajen je bil amfiteater, slavolok, mladinski center, center Hejdarja Alijeva, muzej moderne umetnosti, otroški zabaviščni prostor in umetno jezero, med obnovo pa je bilo zasajenih tudi mnogo dreves. Park je bil slovesno otvorjen januarja 2014. 

## Opis
Park vsebuje več kot 350 tisoč dreves in okrasnih rastlin, vključno z orientalsko platano, borovci, smrekami, lipami in sadnim drevjem. Park ima tudi 17 vodnjakov, 32 okrašenih vrtov, 4-stopenjski slap ter kipe in spomenike pomembnih azerbajdžanskih pesnikov, pisateljev in javnih osebnosti, vključno s kipi Nizamija Gandžavijua, Mahsatija Gandžavija, Mirze Šafija Vazeha in Samada Vurgune. Skozi park poteka tudi kolesarska pot dolga 7 kilometrov.

### Objekti
- Glavna aleja s 53 metrov širine in 1400 metrov dolžine[9], ki poteka skozi slavolok zmage, se nadaljuje do konca kompleksa, kjer vodi do centra Hejdarja Alijeva. V tej uličici je 16 vodnjakov v parku obdanih s 24 okrasnimi stebri za svetilke, visokimi 12,6 metra iz granita.[10]
- Slavolok je bil zgrajen na površini 1100 kvadratnih metrov s širino 20 metrov, dolžino 50 metrov in višino 38 metrov na ponvi. Ima dve fasadi - vzhodno in zahodno. Za dekoracijo osrednjega dela fasad je bilo uporabljeno steklo, okrašeno z geometrijskimi ornamenti. Z vseh strani obzidje obdaja 24 stebrov. Struktura je sestavljena iz 7 nadstropij in 6 odprtih balkonov. Do vrha, kjer so muzej, razgledna ploščad in počivališče, vodijo stopnice in dvigalo.[11][12]
- Center Hejdarja Alijeva je bil zgrajen med letoma 2012 in 2014 je na koncu glavne ulice. Štirinadstropna stavba na površini 2263 m² je po osrednjem obodu obdana z osmerokotnimi stebri. Višina te stavbe je 24,3 m. Na steklenem stropu Centra je nameščena zastava Azerbajdžana. V stavbi so spominski muzej, knjižnica, čitalnica, različne konferenčne sobe in centri za učenje plesa in tkanja preprog. Pred centrom je postavljen kip Hejdarju Alijevu.[13] [14]
- Amfiteater velja za glavni prostor za organizacijo velikih dogodkov na prostem za do 5000 ljudi. Stebri na robovih konstrukcije so bili okrašeni z nacionalnimi okraski.[15]
- Mladinski center Ganja je bil slovesno odprt maja 2016 z namenom organiziranja različnih dogodkov in vključevanja mladih v različne karierne, osebnostne razvojne, športne in umetniške dejavnosti. Stavba obsega 975 m2. ima 3 nadstropja.[16]
- Gandžland, otroški zabaviščni park je zabaviščni del parka, ki deluje od leta 2015.[17]